# Poecilosomella insularis
Poecilosomella insularis är en tvåvingeart som beskrevs av Hayashi 1997. Poecilosomella insularis ingår i släktet Poecilosomella och familjen hoppflugor. Inga underarter finns listade i Catalogue of Life.